# Micranthops
Micranthops là một chi bướm đêm thuộc họ Erebidae.